# Rai Cultura
Rai Cultura (in passato nota come Dipartimento Scuola Educazione, Videosapere e Rai Educational) è una struttura della Rai che si occupa delle attività culturali ed educative, attraverso la realizzazione dei programmi e commissionando l'acquisto o la realizzazione degli stessi. Gestisce le attività e la programmazione dell'Orchestra sinfonica nazionale della RAI. Presidia l'offerta della musica colta e prosa, costituendone il centro di competenza aziendale.

## Diffusione dei programmi televisivi
Rai Cultura si occupa della gestione dei canali Rai 5, Rai Scuola (già Rai Educational 1) e Rai Storia (già Rai Educational 2). Insieme, i tre canali percorrono vari campi del sapere. I palinsesti dei tre canali sono così differenziati: Rai Scuola è dedicato alla didattica per la scuola primaria e secondaria di primo grado con insegnamenti che riguardano le lingue, le scienze e molto altro; Rai Storia è dedicato alla divulgazione scientifica e culturale con temi quali la storia, la filosofia, la letteratura, l'arte e la musica; Rai 5, infine, trasmette una programmazione a base culturale specialmente improntata su musica, arte e spettacoli teatrali trasmessi in prima serata.
Alcuni programmi di Rai Cultura vanno in onda anche sui tre canali generalisti Rai, perlopiù nei palinsesti notturni e mattutini delle tre reti: Rai 1, Rai 2 (in misura minore, solo con il Divertinglese e Nautilus) e Rai 3. Quando ciò avviene il logo "Rai Cultura" (fino al 2014 "Rai Educational") si alterna ripetutamente con quello del canale televisivo in modo da segnalare che la trasmissione è prodotta da Rai Cultura. Una piccola sigla introduttiva prima della trasmissione sottolinea ulteriormente questo aspetto.
Dal 2013 su Rai 5 va in onda la replica della trasmissione TV Talk, successivamente sarà replicata su Rai Storia. 
Rai Scuola è presente sul canale 57 del digitale terrestre, sul canale 33 di Tivùsat, sul canale 806 della piattaforma satellitare Sky e in diretta streaming su RaiPlay. Rai Storia si trova sul canale 54 del digitale terrestre, sul canale 23 di Tivùsat, sul canale 805 della piattaforma satellitare Sky e in diretta streaming su RaiPlay.

## Storia

Corso di programmazione in BASIC del DSE, trasmesso da Rai Tre nel 1986.

Rai Cultura è l'erede del Dipartimento Scuola Educazione (DSE), istituito con la Legge 14 aprile 1975 n. 103, poi ribattezzato Videosapere (dal 1995 al 1997) e quindi Rai Educational (dal 1997 al 2014), i quali hanno prodotto varie e numerose trasmissioni per la formazione culturale.
Nel 1997 prende il via il canale satellitare Rai Sat 3, dal 1999 ribattezzato Rai Edu Lab dedicato alla promozione culturale e alla educazione. Su tale canale viene inaugurato il progetto Mosaico: si tratta di una "mediateca per le scuole" nata per fornire agli insegnanti la possibilità di richiedere la messa in onda, all'interno di uno specifico spazio del palinsesto del canale, di determinati audiovisivi presenti in un catalogo di più di cinquemila titoli. Completano il palinsesto ulteriori programmi come Babele Magazine (dedicato ai libri) e La scuola in diretta.
Il 10 giugno 2002 Rai Edu Lab si divide in Rai Edu 1 e Rai Edu 2.
Nel 2009 Rai Educational 1 e Rai Educational 2 diventano rispettivamente Rai Scuola e Rai Storia.
Nel 2014, in seguito ad un riassetto dell'offerta e della struttura dirigenziale della Rai, il canale Rai 5 entra a far parte del bouquet dei canali della struttura, che per l'occasione cambierà nome da Rai Educational a Rai Cultura.
Nel 2020, per far fronte alle difficoltà per la didattica dovute alla pandemia di COVID-19, Rai Cultura in collaborazione con il MIUR lancia l'offerta didattica multimediale de La scuola non si ferma. Tra le offerte il programma #Maestri condotto da Edoardo Camurri per un totale di 43 puntate in onda su Rai 3 a partire dal 27 aprile 2020. In occasione dell'avvicinarsi dei 700 anni dalla morte di Dante, Rai Cultura produce Alighieri Durante, detto Dante condotto da Alessandro Barbero per Rai Storia.

## Programmi televisivi

### Attualmente in onda
- Corto Reale - programma sui documentari cortometraggi cinematografici prodotti dal 1945 agli anni ottanta (Rai Storia)
- Crash - Contatto, impatto, convivenza - programma dedicato alla tematica dell'immigrazione in Italia (Rai Storia)
- Cult book - programma dedicato ai grandi libri (Rai Storia)
- Eco della Storia - programma dedicato a fatti e personaggi della storia (Rai Storia)
- fEASYca - divulgazione pratica su temi di fisica, condotta da Fabio Maiorino (Rai Scuola)
- Gate C - contenitore di documentari su tematiche quali scienza, società, movimenti e culture (Rai Scuola)
- Giorgio Albertazzi - Vita, morte e miracoli - documentario (Rai 5)
- il D, composto dai contenitori Divertitaliano e Divertinglese; quest'ultimo propone vari programmi per imparare la lingua inglese (Rai Scuola)
- Lo stato delle cose (Rai 3)
- Magazzini Einstein - programma dedicato a temi, eventi e personaggi dell'arte e della cultura (Rai 1, Rai 3 e Rai Storia)
- Memex - La scienza raccontata dai protagonisti - programma scientifico (Rai 2 e Rai Scuola)
- Nautilus - programma che racconta la scienza (Rai Scuola)
- Nessun Dorma - talk show con esibizioni live basato sull'approfondimento musicale (Rai 5)
- Passato e presente - programma dedicato a fatti e personaggi della storia (Rai 3 e Rai Storia)
- Provincia Capitale - programma che racconta le città italiane (Rai 3 e Rai Storia)
- Real School (Rai Scuola)
- Rewind - Visioni private - programma dedicato ai ricordi televisivi di particolari telespettatori (Rai 3 e Rai Storia)
- Save the date - gli appuntamenti più importanti della scena culturale italiana (Rai 5)
- Senato & Cultura - ciclo di eventi culturali e musicali a Palazzo Madama organizzati in collaborazione col Senato della Repubblica (Rai 5)
- Scrittori per un anno - programma che parla degli scrittori e delle loro opere (Rai Scuola)
- Splendida cornice - varietà (Rai 3)
- Storie della letteratura (Rai 1 e Rai Scuola)
- Zettel - Filosofia in movimento - programma di filosofia (Rai 3 e Rai Scuola)

### Precedentemente in onda
DSE
- Tortuga
- Colloqui sulla prevenzione
- Una lingua per tutti
- Ma che tempi

Videosapere
- Green
- VideoZorro (condotto da Oliviero Beha)

Rai Educational
- Art News - magazine settimanale di arte e cultura (Rai 3 e Rai Storia)
- Disordini - serie che affronta la tematica delle patologie del disagio adolescenziale (Rai 3 e Rai Scuola)
- Enciclopedia Multimediale delle Scienze Filosofiche
- Explora - il canale scientifico di Rai Educational
- Fuoriclasse, Canale Scuola - Lavoro (Rai 1)
- MediaMente
- Medita Mediateca Digitale Italiana
- Internet Café
- La storia siamo noi - programma di storia condotto da Giovanni Minoli
- Se una farfalla batte le ali - lezioni televisive tenute da Giuliano Amato sul mondo globalizzato (Rai 3 e Rai Storia)

Rai Educational ha contribuito alla realizzazione di una soap opera italiana, Agrodolce, andata in onda su Rai 3, ideata da Giovanni Minoli.
Rai Cultura
- Il tempo e la storia - programma dedicato a fatti e personaggi della storia (Rai 3 e Rai Storia)
- Music for Mercy - concerto evento (Rai 1)
- Speciali sul Premio Lunezia - in collaborazione con Midas Production
- Siti italiani del patrimonio mondiale UNESCO

## Direttori
- Luciano Rispoli (settembre 1975 - agosto 1987)
- Antonio Spinosa (agosto 1987 - agosto 1996)
- Federico Scianò (agosto 1996 - maggio 1999)
- Renato Parascandolo (maggio 1999 - giugno 2002)
- Giovanni Minoli (giugno 2002 - giugno 2010)
- Mauro Masi ad interim (giugno 2010 - 2 maggio 2011)[5]
- Lorenza Lei ad interim (maggio - luglio 2011)
- Silvia Calandrelli (luglio 2011 - marzo 2025)
- Fabrizio Zappi (da marzo 2025)

## Struttura dirigenziale
- Direttore: Fabrizio Zappi
- Pianificazione economica e mezzi: Bianca De Rose
- Orchestra Sinfonica Nazionale: Gianluca Picciotti
- Programmi ed eventi cinematografici: Cecilia Valmarana (vicedirettrice)
- Divulgazione e Attività culturale: Rosanna Pastore (vicedirettrice)
- Storia ed anniversari: Giuseppe Giannotti (vicedirettore)
- Musica colta e Performing Arts: Piero Alessandro Corsini (vicedirettore)
- Educational: Lorenzo Ottolenghi (vicedirettore)

## Loghi

1975 - 1995
1997 - 2000
2000 - 18 maggio 2010
18 maggio 2010 - 2014
2014 - 16 gennaio 2018
In uso dal 16 gennaio 2018

### Alternanza dei loghi
Quando le tre reti generaliste (Rai 1, Rai 2, Rai 3) e dal 2013 anche Rai 5 trasmettevano un programma di Rai Educational il logo di rete cambiava. Il quadratino con la scritta Rai rimaneva uguale, ma l'1, il 2, il 3 o il 5 si alternavano con la scritta Educational abbreviata in "Edu". Da quando Rai 5 è entrato a far parte del bouquet di Rai Cultura, il logo è diventato statico. Dal giugno 2014, in conseguenza al cambio di nome della struttura, anche nel logo "Cultura" sostituisce "Edu" mentre dal 2016 anche sui canali generalisti l'alternanza tra i loghi è stata eliminata.